# Narrowband IoT
Narrowband IoT (NB-IoT) – standard technologii radiowej Low Power Wide Area Network (LPWAN) opracowanym przez 3GPP by umożliwić działanie szerokiej gamie usług komórkowych, w szczególności dotyczących komunikacji między urządzeniami (ang. machine-to-machine, M2M). Specyfikacja została zamrożona w wersji 3GPP 13 (LTE Advanced Pro) w czerwcu 2016 r.
NB-IoT koncentruje się w szczególności na pokryciu wewnętrznym (m.in. wnętrza budynków, piwnice), niskim koszcie (zarówno infrastruktury jak i urządzeń końcowych), długim czasie pracy (możliwe wieloletnie działanie na zasilaniu bateryjnym) i wysokiej gęstości połączeń (tysiące urządzeń na małym obszarze). NB-IoT wykorzystuje podzbiór standardu LTE, ale ogranicza szerokość pasma do pojedynczego wąskiego pasma 200 kHz. Wykorzystuje modulację OFDM do komunikacji w dół i SC-FDMA do komunikacji w łączu w górę.
Do cech systemu należą:
- Pasmo: licencjonowane LTE (może być m.in. 800 MHz, 900 MHz, 1800 MHz, 2100 MHz, 2600M Hz i in.)
- Szerokość pasma: 200 kHz = 180 kHz (rzeczywiste pasmo) + 2x10 kHz po obu stronach (tzw. pasmo ochronne, ang. guard band)
- Maksymalna przepływność bitowa: 234,7 kb/s (w dół) oraz 204,8 kb/s (w górę)
- Zasięg: od 1 km (w miastach) do 10 km (na obszarach niezabudowanych)
- Duplex (dwukierunkowość): tak (zrealizowane jako tzw. half-duplex)

Technologia NB-IoT jest często zestawiana ze standardem LTE-M – systemem przeznaczonym również dla urządzeń, lecz o większych przepływnościach i mniejszej efektywności energetycznej.  

## Stan obecny
W kwietniu 2019 r. GSA przedstawiło raport na temat stanu rozwoju technologii NB-IoT i LTE-M na świecie. W raporcie można przeczytać m.in., że na chwilę publikacji raportu:
- zostało wdrożonych / uruchomionych 124 sieci NB-IoT lub LTE-M (obsługiwanych przez 104 operatorów)
- 141 operatorów aktywnie inwestuje w technologię NB-IoT, w porównaniu ze 116 rok wcześniej, w tym:
  - 90 operatorów wdrożyło / komercyjnie uruchomiło sieci NB-IoT
  - 30 operatorów planuje i / lub wdraża sieci NB-IoT
  - 21 operatorów testuje technologię NB-IoT.